# Mistrovství Evropy v házené mužů 1996
2. mistrovství Evropy v házené se konalo 24. května až 2. června 1996 v Španělsku.
Mistrovství se zúčastnilo 12 mužstev, rozdělených do dvou šestičlenných skupin, z nichž první dva týmy postoupily do semifinálových bojů. Mistrem Evropy se stal tým Ruska, který ve finále porazil tým pořádající země Španělsko. Třetí místo obsadil tým bývalé Jugoslávie.

## Týmy
| Skupina A  | Skupina B |
| ---------- | --------- |
| Chorvatsko | Česko     |
| Maďarsko   | Švédsko   |
| Slovinsko  | Francie   |
| Německo    | Rumunsko  |
| Jugoslávie | Španělsko |
| Rusko      | Dánsko    |

## Místo konání
| Ciudad Real     | Sevilla                       |
| --------------- | ----------------------------- |
| Quijote Arena   | Palacio de Deportes San Pablo |
| Kapacita: 5 800 | Kapacita: 7 000               |
|                 |                               |

## Základní kolo

### Skupina A
| Tým        | Z | V | R | P | VB  | OB  | Rozdíl | Body |
| ---------- | - | - | - | - | --- | --- | ------ | ---- |
| Rusko      | 5 | 4 | 1 | 0 | 125 | 98  | +27    | 9    |
| Jugoslávie | 5 | 4 | 1 | 0 | 117 | 110 | +7     | 9    |
| Chorvatsko | 5 | 3 | 0 | 2 | 127 | 125 | +2     | 6    |
| Německo    | 5 | 1 | 1 | 3 | 110 | 111 | -1     | 3    |
| Maďarsko   | 5 | 1 | 1 | 3 | 117 | 130 | -13    | 3    |
| Slovinsko  | 5 | 0 | 0 | 5 | 93  | 115 | -22    | 0    |

| 24. květen 1996 |         |            |
| Chorvatsko      | 30 – 27 | Maďarsko   |
| Rusko           | 22 – 18 | Slovinsko  |
| Jugoslávie      | 23 – 22 | Německo    |
| 25. květen 1996 |         |            |
| Maďarsko        | 21 – 33 | Rusko      |
| Německo         | 21 – 26 | Chorvatsko |
| Slovinsko       | 20 – 21 | Jugoslávie |
| 26. květen 1996 |         |            |
| Chorvatsko      | 26 – 22 | Slovinsko  |
| Rusko           | 20 – 20 | Jugoslávie |
| Maďarsko        | 24 – 24 | Německo    |
| 28. květen 1996 |         |            |
| Rusko           | 22 – 18 | Německo    |
| Jugoslávie      | 27 – 24 | Chorvatsko |
| Slovinsko       | 17 – 21 | Maďarsko   |
| 29. květen 1996 |         |            |
| Německo         | 25 – 16 | Slovinsko  |
| Jugoslávie      | 26 – 24 | Maďarsko   |
| Chorvatsko      | 21 – 28 | Rusko      |

### Skupina B
| Tým       | P | V | R | P | VB  | OB  | Rozdíl | Body |
| --------- | - | - | - | - | --- | --- | ------ | ---- |
| Španělsko | 5 | 4 | 0 | 1 | 124 | 116 | +8     | 8    |
| Švédsko   | 5 | 4 | 0 | 1 | 124 | 106 | +18    | 8    |
| Česko     | 5 | 3 | 0 | 2 | 129 | 125 | +4     | 6    |
| Francie   | 5 | 3 | 0 | 2 | 130 | 120 | +10    | 6    |
| Rumunsko  | 5 | 1 | 0 | 4 | 117 | 134 | -17    | 2    |
| Dánsko    | 5 | 0 | 0 | 5 | 108 | 131 | -23    | 0    |

| 24. květen 1996 |         |           |
| Česko           | 32 – 25 | Rumunsko  |
| Švédsko         | 23 – 24 | Španělsko |
| Dánsko          | 22 – 25 | Francie   |
| 25. květen 1996 |         |           |
| Rumunsko        | 24 – 28 | Švédsko   |
| Francie         | 29 – 31 | Česko     |
| Španělsko       | 28 – 22 | Dánsko    |
| 26. květen 1996 |         |           |
| Česko           | 21 – 25 | Španělsko |
| Švédsko         | 23 – 21 | Dánsko    |
| Rumunsko        | 20 – 27 | Francie   |
| 28. květen 1996 |         |           |
| Švédsko         | 26 – 20 | Francie   |
| Dánsko          | 22 – 28 | Česko     |
| Španělsko       | 26 – 21 | Rumunsko  |
| 29. květen 1996 |         |           |
| Francie         | 29 – 21 | Španělsko |
| Dánsko          | 21 – 27 | Rumunsko  |
| Česko           | 17 – 24 | Švédsko   |

## Finálová kola

### Semifinále
Rusko -  Švédsko 24:21
 Španělsko -  Jugoslávie 27:23

### Finále
Rusko  Španělsko 23:22

### o 3. místo
Švédsko -  Jugoslávie 25:26

## Konečné pořadí
| Zlatá medaile    | Rusko      |
| Stříbrná medaile | Španělsko  |
| Bronzová medaile | Jugoslávie |
| 4                | Švédsko    |
| 5                | Chorvatsko |
| 6                | Česko      |
| 7                | Francie    |
| 8                | Německo    |
| 9                | Rumunsko   |
| 10               | Maďarsko   |
| 11               | Slovinsko  |
| 12               | Dánsko     |